# Бурыченков, Ярослав Геннадьевич
Ярослав Геннадьевич Бурыченков (род. 16 июня 1998, Брянск) — российский футболист, вратарь медийного футбольного клуба «ФК 10».

## Карьера

### Начало карьеры
Футболом начал заниматься в возрасте 6 лет. Долгое время выступал в брянском детско-юношеской клубе «Смена». В возрасте 12 лет, выиграв несколько местных крупных турниров, задумался о профессиональным продолжением футбольной карьеры. Проходил просмотры в московских клубах, однако все старания не увенчались успехом. В 2013 году на отборочном турнире футболиста заметили селекционеры из разных команд, в том числе и из петербургского «Зенита». Позже футболист отправился в клуб на просмотр и вскоре присоединился к академии «Зенита». В марте 2016 года футболист покинул клуб. В июле 2018 года присоединился к петербургской «Звезде», в которой выступал за резервную команду.

### «Металлург-Видное»
В октябре 2020 года футболист перешёл в «Металлург-Видное». Дебютировал за клуб 5 октября 2020 года в матче против ногинского «Знамени». Футболист сразу же стал исполнять роль основного вратаря клуба. Свой первый «сухой» матч за клуб сыграл 12 апреля 2021 года против воронежского «Факела-2». Вместе с клубом закончил чемпионат на 14 итоговом месте. В июле 2021 года покинул клуб, получив статус свободного агента.

### «Самтредиа»
В феврале 2022 года футболист перешёл в грузинский клуб «Самтредиа». Дебютировал за клуб 2 марта 2022 года в матче против клуба «ВИТ Джорджия», сохранив свои ворота нетронутыми. Футболист сразу же стал основным вратарём грузинского клуба. По итогу сезона футболист стал бронзовым призёром Эровнули Лиги 2 и отправился в стадию плей-офф на повышение в классе. По итогу стыковых матчей против клуба «Сиони» футболист помог выйти в Эровнули Лигу, в обоих матчах не пропустив ни одного мяча. 
В начале 2023 года футболист готовился к новому сезону с грузинским клубом. Дебютировал в Эровнули Лиге 25 февраля 2023 года в матче против клуба «Телави». Начинал сезон футболист как основной вратарь грузинского клуба, однако затем в конце апреля 2023 года присел на скамейку запасных. За первую половину сезона футболист успел отличился 2 «сухими» матчами. В июле 2023 года футболист покинул клуб.

### «Химки»
В июле 2023 года футболист перешёл в «Химки», с которым подписал однолетний контракт с опцией продления ещё на год. Футболист сразу же отправился выступать за вторую команду клуба «Химки-М», за которую дебютировал 29 июля 2023 года в матче против клуба «Калуга». В сентябре 2023 года футболист стал подтягиваться к играм с основной командой московского клуба. 28 декабря 2024 года года покинул «Химки» по досрочному соглашению сторон.

### Медиалига
15 января 2025 года стал игроком медийной команды «ФК 10».